# 万洞村
万洞村，是位于中华人民共和国广东省四会市黄田镇的一个行政村，地处绥江边畔，总面积4.2平方公里，有6個自然村，19個村民小组，常住人口2660人。始建于清朝，因一清朝文人于白石咀石碑刻上「鸦飞不过万田洞，蛤乸三年跳不返」诗句，得名「万洞」。

## 历史沿革
1558年前，地属四会县。
1558年（明嘉靖三十七年），官府弹压「大罗山山贼」后，析四会县太平都、永义都和大圃都、柑榄都部分地方置广宁县。地属曲水寨，时属广宁县重山乡柑榄都。
1672年（清光绪二十二年），乡都制消亡，铺村制取代之。曲水寨改曲水铺，始设万洞村，属广宁县曲水铺。
1920年秋（民国九年），废除铺村制，改为“区-乡-村”制。万洞村时属广宁县十一区曲水乡。
1930年（民国十九年），缩减区数，分小乡。改万洞乡，属广宁县第九区。
1937年（民国二十六年），分九区为35个乡，并以天下九州命名。改万洞村，属广宁县豫立乡。
1940年4月（民国二十九年），改为“区-乡-保-甲”制。改万洞甲，属广宁县第三指导区石狗乡第三保。
1949年10月，新中国成立，改为“区-乡”制。改万洞乡。属广宁县第三区。
1954年7月，划归四会县第四区。
1956年3月，撤区并乡，属四会县第四区黄田乡。
1958年10月，四会、广宁两县合并，称广四县，建立人民公社。改万洞大队，属广四县石狗公社。
1961年4月，广四县分为四会、广宁，石狗公社分设黄田公社。万洞大队时属四会县黄田公社。
1983年8月，黄田公社改黄田区，万洞大队改为万洞乡。
1987年3月，万洞乡改万洞村，成立村民委员会。
1988年10月，黄田区改黄田镇，万洞乡改万洞管理区，村民委员会改管理区办事处。
1999年1月，万洞管理区改万洞村，管理区办事处改村民委员会，名称沿用至今。
2004年，进步村村民委员会并入万洞村村民委员会。

## 地理环境

### 位置境域
万洞村处于绥江中游边畔，塘麓山东南侧，距黄田镇政府883米。东经为112°24′48″至112°32′08″之间，北纬22°9′23″至23°23′57″之间。东接进步村，南连黎崀村，西邻燕崀村，北边绥江。距黄田大桥1.3千米，黄田镇公交车站2.1千米，黄田高速收费站入口2.6千米；Y370乡道与Y392乡道贯穿全境。

### 地形地貌
万洞村地形层次分明，地势西北高，东南低。西部为塘麓山，以低山、高丘为主，兼有岗地及部分河谷平地，含丰富石英矿藏。东部为开阔的河谷冲积地带，地形平整，有「万顷田垌」美称。中堂山、燕头山坐落于万洞村东部中间，村落居地依二山而建。

### 气候特点
万洞村属亚热带季风湿润型气候，温暖湿润，雨水丰沛，日照充足，具有冬冷夏热，春暖秋凉，四季分明的特点，年平均气温为21℃，年平均降水量1800毫米。

## 主要景点

### 白石咀
为塘麓山山脉起点，白石矿脉被山土所覆盖形成山咀奇观。清代一文人游历至此，曾留下石碑，刻有「鸦飞不过万田洞，蛤乸三年跳不返」诗句,「万洞村」因此得名。

### 望江亭
望江亭坐落在绥江边畔，沥尾埠附近，亭子建筑风格古朴典雅。在望江亭，可以远眺绥江，欣赏壮丽江景。

### 中堂山
万洞村“屋背山”之一，依靠绥江和曲水河的優越水土，擁有豐富的野生植物資源，

### 沥尾埠
历史悠久的埠头，是绥江重要的水路枢纽。